# Ned Dennehy
Pour les articles homonymes, voir Dennehy.
Ned Dennehy, né le 8 décembre 1965, est un acteur irlandais.

## Filmographie partielle

### Au cinéma
- 1996 : Quickfix : Petrol Pump Attendant
- 1997 : L'Entremetteur (The MatchMaker) : 1st Aran Singer
- 1998 : The General : Gay
- 1999 : Dillusc : Manic Man
- 1999 : The Message : Homeless Man / Jesus
- 2000 : The Miser : Faxy
- 2001 : The Braineater : The Braineater
- 2002 : Le Règne du feu (Reign of Fire) : Barlow
- 2002 : Maelstrom : K
- 2002 : Chaos : Jose
- 2002 : The Puppet
- 2003 : Mystics : Mr. Kelly
- 2003 : The Water Fight
- 2003 : Veronica Guerin : Jamey the Tout
- 2004 : Wilbur & Anto : Wilbur
- 2004 : Le Roi Arthur : Mental Monk
- 2004 : Dead Meat : Road Zombie
- 2004 : The Wonderful Story of Kelvin Kind : Hotline Guy
- 2005 : The Unusual Inventions of Henry Cavendish : Mr. Sommerfield Smyth's Man Servant
- 2005 : Virtues of a Sinner : Luc
- 2006 : The Front Line : Barman
- 2006 : The Tiger's Tail : Felim
- 2008 : The Escapist : Jumpy Con
- 2008 : Dorothy (Dorothy Mills) : Garage Owner
- 2009 : Neighbourhood Watch : Ned
- 2009 : The Chronoscope : Oswald Poppendick
- 2009 : Perrier's Bounty : Clamper
- 2009 : Sherlock Holmes : Man with Roses
- 2010 : Robin Hood : Sentinel
- 2010 : Harry Potter et les Reliques de la Mort, partie 1 : Scared Man
- 2010 : Mount Analogue Revisited : The Official
- 2011 : Tyrannosaur : Tommy
- 2011 : L'Aigle de la Neuvième Légion : Seal Chief / The Horned One
- 2011 : Jane Eyre : Dr Carter
- 2011: Blitz : Radnor
- 2011 : Death of a Superhero : The Glove
- 2011 : Anonymous : Interrogator
- 2012 : Grabbers : Declan Cooney
- 2012 : Earthbound : Kilson
- 2012 : Storage 24 : David
- 2013 : The Girl with the Mechanical Maiden : Obstetrician
- 2014 : Scintilla : Harris
- 2014 : Downhill : Julian
- 2014 : Dans le silence de l'Ouest (The Keeping Room) : Caleb
- 2014 : Serena : Ledbetter
- 2014 : The Woman in Black 2: Angel of Death : Hermit Jacob
- 2015 : Enfant 44 (Child 44) : Coroner
- 2018 : Mandy de Panos Cosmatos : Frère Swan
- 2019 : Guns Akimbo de Jason Lei Howden : Riktor
- 2019 : Calm with Horses de Nick Rowland : Paudi
- 2025 : The Immortal Man de Tom Harper : Charlie Strong

ProchainementUndergods : Harry (en post-production)

### À la télévision
- 1998-1999 : Les Chevaliers de Tir Na Nog (VF : Michel Dodane) : Mider / The Lightning Bat of Temra (voix) / The Rock Wolf of Temra (voix)
- 2011 : Roadkill : Luca
- 2012 : Parade's End : Père Consett
- 2013 : Peaky Blinders : Charlie Strong
- 2015 : Dickensian : Ebenezer Scrooge
- 2015 : Glitch (VF : Michel Hinderyckx) : Patrick "Paddy" Fitzgerald
- 2019 : Good Omens : Hastur, Duc des Enfers
- 2020 : Outlander : Lionel Brown (5 épisodes)